# Птицемлечник дугообразный
Птицемлечник дугообразный, или Птицемлечник дуговидный (лат. Ornithogalum arcuatum), — вид травянистых растений рода Птицемлечник (Ornithogalum) семейства Спаржевые (Asparagaceae), произрастающий в горных лесах, на степных склонах Кавказа и Западной Азии.

## Ботаническое описание
Многолетнее травянистое растение. Луковица некрупная, до 2 см в диаметре. Стебли довольно высокие, крепкие, 5—8 мм в диаметре, 50—80 см высотой. Листья линейные, до 10 мм шириной, наверху более или менее длинно заострённые, 40—50 см длиной.
Соцветие крупное, многоцветковое, 20—45 см длиной, в молодости густое, пирамидальное, после рыхлое, цилиндрическое. Цветоножки длинные (3—7 см), при цветении более или менее прямые, косо вверх направленные, при плодах в нижней части дуговидно согнутые и направленные кверху. Прицветники ланцетные, длинно-заострённые, в 2—3 раза короче цветоножек. Листочки околоцветника 10—12 мм длиной, линейные, туповатые, молочно-белые, лишенные зелёной полоски и только с буроватыми жилками посередине и сверху иногда с буроватым пятном (на гербарных экземплярах). Тычинки равные половине околоцветника, иногда несколько длиннее. Коробочка трёхгранно-пирамидальная, сверху глубоко трёхлопастная, с выпуклыми створками, по краю глубоко вдавленными, зрелая 1—1,5 см длиной. Цветение в июне.